# Resolución 39/1 del Consejo de Derechos Humanos de las Naciones Unidas
La resolución 39/1 del Consejo de Derechos Humanos de las Naciones Unidas fue la primera resolución adoptada con respecto a Venezuela, emitida el 27 de septiembre de 2018, donde la comunidad internacional instó al gobierno de Nicolás Maduro a que aceptara ayuda humanitaria internacional para paliar la escasez de alimentos y medicinas.

## Antecedentes
Anteriormente habían existido otras tentativas de introducir el caso de Venezuela en la agenda del Consejo.

## Contenido de la resolución
La resolución expone que la escasez de alimentos, fármacos y suministros médicos han dado lugar a «un aumento de la malnutrición». La comunidad internacional, por ende, instó al gobierno de Nicolás Maduro a que aceptara ayuda humanitaria internacional para paliar la escasez.
A su vez, el Consejo «expresa su más profunda preocupación por las graves violaciones de los derechos humanos en el contexto de una crisis política, económica, social y humanitaria», valorando el informe que presentó en junio de 2018 la Oficina del Alto Comisionado de la ONU para los Derechos Humanos, donde se denunciaba un patrón de presuntas ejecuciones sumarias, uso excesivo de la fuerza, torturas y detenciones arbitrarias por parte de las fuerzas de seguridad y se declaraba que la impunidad en el país era generalizada para ese entonces. Por último, se pidió la realización de «un informe exhaustivo por escrito sobre la situación de los derechos humanos en la República Bolivariana de Venezuela».

## Votación
La resolución fue aprobada con 23 votos a favor, 7 en contra y 19 abstenciones.

## Reacciones

### Gobierno de Nicolás Maduro
Jorge Valero, embajador venezolano ante la ONU en Ginebra, condenó la resolución y la considerándola «el comienzo de una escalada intervencionista» para conseguir la caída del gobierno y «establecer un mecanismo de tutela» extranjero en el país, acusando a los países que votaron a favor de ser instrumentos de Estados Unidos e Israel en contra de Venezuela.

### UN Watch
Según Hillel Neuer, director ejecutivo de la organización de derechos humanos UN Watch, con sede en Suiza, la resolución no menciona las violaciones ni atribuye ninguna responsabilidad al gobierno de Maduro, constituyendo a su parecer «uno de los textos más débiles sobre la situación de un país jamás adoptados en la historia del Consejo».